# Налогооблагаемый доход
Налогооблагаемый доход (англ. Taxable income) — часть дохода, подпадающая под прямое налогообложение. Как правило, он включает некоторые или все виды доходов и уменьшается за счёт расходов и различных вычетов. Суммы, включённые в состав доходов, расходов и вычетов, зависят от страны или налогового законодательства. Многие законодательства предусматривают, что некоторые виды доходов не подлежат налогообложению (иногда их называют необлагаемыми налогом доходами), а некоторые расходы не подлежат вычету при расчёте налогооблагаемого дохода. Некоторые законодательства основывают налог на налогооблагаемом доходе текущего периода, а некоторые — на предыдущих периодах. Налогооблагаемый доход может относиться к доходу любого налогоплательщика, включая физических и юридических лиц, а также юридических лиц, которые сами не платят налог, таких как партнёрства, и в этом случае его можно назвать «чистой прибылью».
В большинстве случаев налоговое законодательство требует, чтобы весь полученный доход был включён в налогооблагаемый доход. Некоторые законодательства предусматривают освобождение от налогов для некоторых видов доходов. Многие законодательства вводят налог по разным ставкам для разных типов (например, прирост капитала или зарплаты) или уровней дохода (например, градуированные ставки). В США валовой доход включает весь доход, полученный из любого источника, но исключает отдельные не облагаемые налогом статьи, такие как проценты по муниципальным облигациям. В 2010 году Великобритания и США предоставили сниженные ставки налога на прирост капитала и дивиденды.
Большинство законодательств позволяют предприятиям снижать налогооблагаемую прибыль за счёт стоимости проданных товаров или другого имущества, а также вычетов на коммерческие расходы. Многие законодательства ограничивают некоторые виды бизнес-вычетов. Например, вычеты на автомобильные расходы ограничены в Великобритании и США.
Некоторые законодательства допускают налоговые вычеты для определённых некоммерческих расходов (иногда называемых личными или бытовыми расходами). Такие расходы могут включать в себя личные расходы, такие как вычет процентов по ипотечному кредиту, и могут сильно различаться в зависимости от юрисдикции. Кроме того, многие системы взимают только налоги с доходов выше порога подоходного налога, разрешают вычеты для личных пособий или минимальную сумму личных вычетов. Федеральная налоговая система США допускает вычет для личных исключений от уплаты налогов, а также минимальный стандартный вычет вместо других личных вычетов.